# ۳٬۳٬۲-تری‌متیل‌پنتان
۳،۳،۲-تری‌متیل‌پنتان (به انگلیسی: 2,3,3-Trimethylpentane) یک ترکیب شیمیایی با شناسه پاب‌کم ۱۱۲۱۵ است. شکل ظاهری این ترکیب، مایع شفاف بی‌رنگ است.